# Geografia de Marabá
A geografia de Marabá, um município do interior do estado brasileiro do Pará, é heterogênea. O município conta com um relevo acidentado, na maior parte de seu território, um clima tropical semi-úmido e uma vegetação amazônica. O município pertencente à Mesorregião do Sudeste Paraense e Microrregião de Marabá, e localiza-se a sul da capital do estado, distando desta cerca de 485 quilômetros. Ocupando uma área de 15.092,268 km², Marabá conta atualmente com 238.708 habitantes, é o nono município mais populoso da Amazônia. A sede municipal apresenta as seguintes coordenadas geográficas: 05º 21' 54" latitude Sul e 049º 07' 24" longitude WGr. Localizada no sudeste do Pará, na microrregião de Marabá, limita-se com os municípios de: Novo Repartimento, Itupiranga, Nova Ipixuna e Rondon do Pará (ao norte); São Geraldo do Araguaia, Eldorado dos Carajás, Curionópolis e Parauapebas (ao sul); Bom Jesus do Tocantins, São João do Araguaia e São Domingos do Araguaia (ao leste); e São Félix do Xingu (ao oeste).

## Relevo
A topograﬁa do município de Marabá apresenta as maiores altitudes da região Sudeste do Pará, através das serras dos Carajás, Sereno, Buritirama, Paredão, Encontro, Cinzento e Misteriosa. Desse complexo, destaca-se a serra dos Carajás, como a de maior porte. Entretanto, é na serra do Cinzento que se encontra a altitude máxima do município de Marabá, com 792 metros. As serras dos Carajás, Cinzento e Buritirana estão situadas em áreas de conservação, sob jurisdição federal, denominadas de Floresta Nacional do Tapirapé-Aquiri e a Reserva Biológica do Tapirapé, onde se encontram diversas cavernas. Suas formas de relevo estão englobadas pela unidade morfoestrutural denominada de Depressão Periférica do Sul do Pará, onde dominam os planaltos amazônicos.

## Vegetação

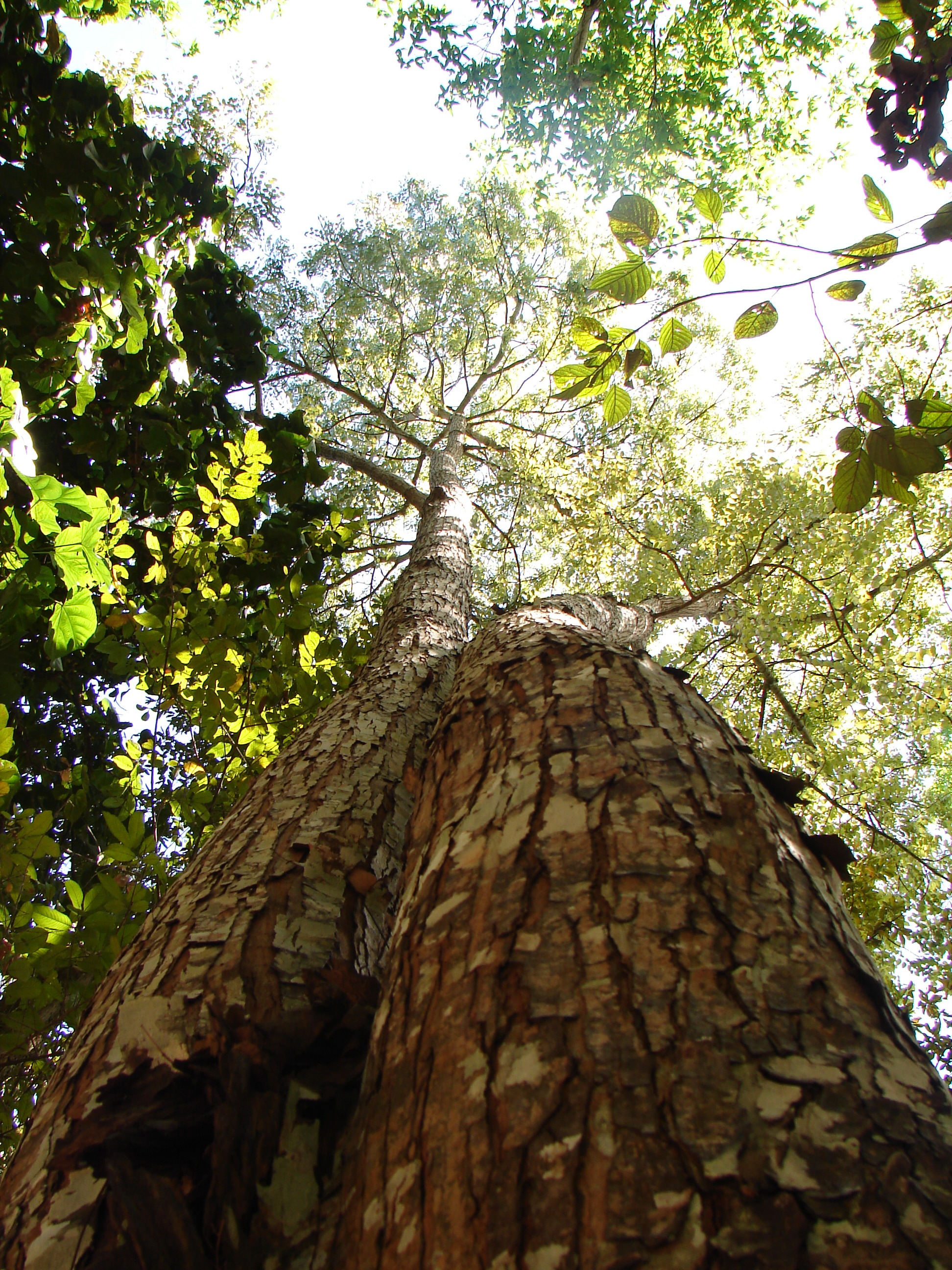
Exemplar de Mogno, planta nativa da floresta amazônica.

É bastante diversificada a cobertura vegetal do município de Marabá. A ﬁtoﬁsionomia das ﬂorestas do município de Marabá se caracteriza por três tipos: A floresta ombrófila aberta, a ﬂoresta ombróﬁla densa e as áreas antrópicas. Na área urbana de Marabá predominam as ﬂorestas antrópicas. Por apresentar esta característica tão diversa o município detém um dos maiores patrimônios naturais do Brasil, abrigando em seu território grandes reservas florestais como a Reserva Biológica do Tapirapé, com 103.000 ha (1.030 km²), e a Floresta Nacional do Tapirapé-Aquiri, com 190.000 ha (1.900 km²), alem da Terra Indígena Mãe Maria, com 64.488.416 ha (644.88 km²), que fica próximo a sede municipal de Marabá, esta pertencendo ao município de  Bom Jesus do Tocantins

## Hidrografia
A cidade de Marabá está situada em uma área de baixa altitude, na conﬂuência de dois rios – o Itacaiunas e Tocantins – e sofre com as enchentes anuais em decorrência da topograﬁa e da inﬂuência direta de quatro rios: Itacaiunas, Tocantins, Tauarizinho e Sororó. 
Além das bacias relativas a estes rios, o município está inserido nas bacias dos rios Aquiri, Tapirape, Cinzento, Preto, Parauapebas e Vermelho. Destas, estão incluídas totalmente na área do município as bacias dos rios Tapirapé, Cinzento e Preto. Destaca-se a bacia do Itacaiúnas por banhar todo o município, em cuja foz encontra-se a sede municipal de Marabá e cobre a maior área, isto é, 5.383,4 km².
- Rio Tocantins – é um rio brasileiro que nasce no estado de Goiás, passando logo após pelos estados do Tocantins, Maranhão e Pará, até chegar na foz do Rio Amazonas, onde este desemboca as suas águas.
- Rio Itacaiunas - Rio que nasce na Serra da Seringa no município de Água Azul do Norte, estado do Pará, e é formado pela junção de dois rios, o da Água Preta e o Azul. Desemboca na margem esquerda do Rio Tocantins, próximos a cidade de Marabá.
- Existem ainda outros rios importantes que atravessam o território do município que são afluentes do Rio Itacaiúnas, como os rios: Preto, Parauapebas, Vermelho, Aquiri, da Onça, Sororó, Tapirapé, entre outros.[3]

## Clima
O clima é tropical semi-úmido (Aw/As) apresentando temperaturas médias mensais entre 22,9°C e 32°C, com média anual de 26°C. A umidade relativa do ar varia de 73% a 93% e a precipitação anual ﬁca em torno 1.976 mm. O período mais chuvoso inicia-se em janeiro e termina em março, e o mais seco vai de julho a setembro. A insolação média é de 2.400 horas anuais e os ventos têm velocidade média de 1,4 m/s, com predominância no sentido do NE
Por estar situada próxima à linha do equador, nome dado à linha imaginária que resulta da intersecção da superfície da Terra com o plano que contém o seu centro e é perpendicular ao eixo de rotação, a região de Marabá sofre influência de vários fatores macro-climáticos que originam: A convergência dos ventos alísios, a elevada evaporação e as altas temperaturas, assegurando umidades absolutas elevadas, permitem o transporte atmosférico de grandes massas de vapor de água, a umidade relativa do ar se mantêm elevada e a capacidade de geração de precipitação convectiva é elevada durante todo o ano.
Segundo dados do Centro de Previsão de Tempo e Estudos Climáticos (CPTEC) e do Instituto Nacional de Pesquisas Espaciais (INPE), os dados climáticos de Marabá foram coletados entre 1973 e 1978 e a partir de setembro de 1997, sendo que a maior temperatura registrada foi de 39,2°C, observada no dia 8 de agosto de 2005. A mínima foi de 15,6°C, no dia 20 de outubro de 1975.
| Dados climatológicos para Marabá                                                                                              | Dados climatológicos para Marabá | Dados climatológicos para Marabá | Dados climatológicos para Marabá | Dados climatológicos para Marabá | Dados climatológicos para Marabá | Dados climatológicos para Marabá | Dados climatológicos para Marabá | Dados climatológicos para Marabá | Dados climatológicos para Marabá | Dados climatológicos para Marabá | Dados climatológicos para Marabá | Dados climatológicos para Marabá | Dados climatológicos para Marabá |
| Mês | Jan                              | Fev                              | Mar                              | Abr                              | Mai                              | Jun                              | Jul                              | Ago                              | Set                              | Out                              | Nov                              | Dez                              | Ano                              |
| --- | -------------------------------- | -------------------------------- | -------------------------------- | -------------------------------- | -------------------------------- | -------------------------------- | -------------------------------- | -------------------------------- | -------------------------------- | -------------------------------- | -------------------------------- | -------------------------------- | -------------------------------- |
| Temperatura máxima recorde (°C)                                                                                               | 36,3                             | 36,7                             | 35,5                             | 36,7                             | 36,7                             | 37,9                             | 38,2                             | 39,3                             | 39,7                             | 38,1                             | 36,1                             | 36,1                             | 39,7                             |
| Temperatura máxima média (°C)                                                                                                 | 31,4                             | 31,4                             | 31,6                             | 32,2                             | 32,9                             | 33,4                             | 34,2                             | 34,7                             | 34,2                             | 33,2                             | 32,3                             | 31,5                             | 32,8                             |
| Temperatura média compensada (°C)                                                                                             | 26,5                             | 26,4                             | 26,5                             | 27                               | 27,5                             | 27,5                             | 27,7                             | 28,1                             | 28,2                             | 27,9                             | 27,3                             | 26,7                             | 27,3                             |
| Temperatura mínima média (°C)                                                                                                 | 23,1                             | 23                               | 23,2                             | 23,5                             | 23,5                             | 22,7                             | 22,2                             | 22,6                             | 23,6                             | 23,9                             | 23,7                             | 23,3                             | 23,2                             |
| Temperatura mínima recorde (°C)                                                                                               | 20                               | 16,8                             | 18                               | 18                               | 17,6                             | 18,3                             | 16,5                             | 16                               | 17                               | 15,6                             | 16,7                             | 17,4                             | 15,6                             |
| Precipitação (mm) | 256,3                            | 299,5                            | 377,2                            | 258,5                            | 119,9                            | 28,5                             | 15,9                             | 11,4                             | 47,2                             | 94,3                             | 151,1                            | 239,4                            | 1 899,2                          |
| Dias com precipitação (≥ 1 mm)                                                                                                | 16                               | 17                               | 19                               | 15                               | 9                                | 4                                | 1                                | 1                                | 4                                | 6                                | 9                                | 14                               | 115                              |
| Umidade relativa compensada (%)                                                                                               | 82,7                             | 83,9                             | 84,5                             | 83,3                             | 80                               | 73,7                             | 68,9                             | 66,2                             | 69,9                             | 73,5                             | 78,3                             | 82,3                             | 77,3                             |
| Insolação (h) | 152,3                            | 132,1                            | 141,3                            | 161,3                            | 212                              | 252,1                            | 280,6                            | 268,4                            | 195,7                            | 159,5                            | 136,5                            | 125,9                            | 2 217,7                          |
| Fonte: Instituto Nacional de Meteorologia (INMET) (normal climatológica de 1981-2010; recordes de temperatura: 1973-presente) |                                  |                                  |                                  |                                  |                                  |                                  |                                  |                                  |                                  |                                  |                                  |                                  |                                  |